# Eishockey-Bayernliga 1984/85
Die Eishockey-Bayernliga 1984/85 wurde unter dem Dach des „Bayerischen Eissportverbandes“ (BEV) organisiert, sie ist die höchste Spielklasse des Landesverbandes Bayern. Die Bayernliga wurde hinter der  Regionalliga Süd als fünfthöchste Spielklasse im deutschen Ligensystem eingestuft.

## Saisonverlauf
Die Eishockey-Bayernliga 1984/85 war die siebzehnte Ausspielung dieser Liga. Meister und Aufsteiger in die Regionalliga Süd 1985/86 wurde der EC Hedos München. Auch gehörten der Vizemeister TSV Königsbrunn sowie der ERV Schweinfurt, TSV Erding und der EV Germering zu den Aufsteigern. Alle fünf Mannschaften haben sie über die Relegation zur Regionalliga Süd qualifizieren können. Absteiger war der SV Hof und der ATS Kulmbach hat sich aus der Liga zurückgezogen.

### Modus
Die neun Teilnehmer spielten eine Hin- und Rückrunde. Platz eins war Bayerischer Meister. Die Plätze eins bis sieben waren für die Aufstiegsrelegation zur Regionalliga Süd qualifiziert. Die Plätze acht und neun stiegen direkt in die Landesliga Bayern ab.

## Teilnehmer
Nicht mehr dabei waren die Auf- und Absteiger der Vorsaison. Neu hinzukamen der Absteiger (A) aus der Regionalliga Süd und die Aufsteiger aus den Landesligen.
| - SV Hof - TSV 1862 Erding - ERV Schweinfurt | - ESC Dorfen (Absteiger) - EV Germering (Aufsteiger) - ATS Kulmbach (Aufsteiger) | - TSV Königsbrunn (Aufsteiger) - TuS Geretsried 1b (Aufsteiger) - EC Hedos München (Aufsteiger) |

### Meisterrunde
|    | Mannschaft              | Sp | Tore   | Diff. | Pkte |
| -- | ----------------------- | -- | ------ | ----- | ---- |
| 1. | EC Hedos München (N)    | 7  | 107:37 | +70   | 26   |
| 2. | TSV Königsbrunn (N)     | 7  | 123:58 | +75   | 18   |
| 3. | ERV Schweinfurt         | 7  | 93:76  | +17   | 17   |
| 4. | TSV Erding              | 7  | 83:66  | +17   | 16   |
| 5. | TuS Geretsried 1b (N R) | 7  | 80:74  | +6    | 15   |
| 6. | EV Germering (N)        | 7  | 68:86  | −18   | 10   |
| 7. | ESC Dorfen (A)          | 7  | 55:72  | −17   | 10   |
| 8. | SV Hof                  | 7  | 27:167 | −140  | 0    |
| 9. | ATS Kulmbach (N R)      |    |        |       |      |

- (A) = Absteiger (N) = Neuling (R) = Rückzug  Meister und Aufsteiger  Aufsteiger  Absteiger  für die Bayernliga 1985/86 qualifiziert
- Bayerischer Meister 1984/85 wurde der EC Hedos München.

## Aufstiegsrelegation
An der vom DEB ausgerichteten Aufstiegsrunde zur Regionalliga Süd 1985/86 nahmen die ersten sieben Plätze der Bayerliga-Meisterrunde und die Plätze acht bis zwölf der Regionalliga Süd 1984/85 teil. Dabei konnten sich die Bayernligateams des EC Hedos München, TSV 1862 Erding, ERV Schweinfurt, TSV Königsbrunn und der EV Germering für die Regionalliga qualifizieren.

## Natureis-Bayernliga
Neben der Eishockey-Bayernliga für Kunsteismannschaften wurde 1984/85 die Natureis-Bayernliga unter dem Dach des „Bayerischen Eissportverbandes“ (BEV) ausgespielt. Acht Teilnehmer spielten eine Hin- und Rückrunde. Platz eins belegte der ESV Bad Bayersoien und war damit bayerischer Natureismeister 1984/85.

### Endplatzierungen
|    | Mannschaft         | Sp | Tore   | Diff. | Pkte  |
| -- | ------------------ | -- | ------ | ----- | ----- |
| 1. | ESV Bad Bayersoien | 14 | 108:24 | +84   | 26:2  |
| 2. | SC Gaißach         | 14 | 90:41  | +49   | 18:10 |
| 3. | SV Apfeldorf       | 14 | 56:46  | +10   | 17:11 |
| 4. | MTV Dießen         | 14 | 66:49  | +17   | 15:13 |
| 5. | SC Eibsee Grainau  | 14 | 71:64  | +7    | 14:14 |
| 6. | EC Thanning        | 14 | 47:67  | −20   | 12:16 |
| 7. | EC Tegernsee       | 14 | 38:76  | −38   | 8:20  |
| 8. | TSV Dietramszell   | 14 | 16:114 | −98   | 2:26  |

 Bayerischer Natureis-Meister